# 岡本滋夫
岡本 滋夫（おかもと しげお、1934年 - ）は、日本のグラフィックデザイナー。1934年名古屋生まれ。
愛知学芸大学（現愛知教育大学）卒業。2006年3月まで名古屋造形芸術大学教授、現在同名誉教授。
愛知県立芸術大学大学院非常勤講師、日本デザイナー芸術学院顧問。(社)日本グラフィックデザイナー協会（JAGDA）会員、
中部デザイン団体協議会（CCDO）名誉会長、中部クリエーターズクラブ（CCC）名誉会長。広告電通賞審査委員、
中日新聞広告賞審査委員。

## 主な受賞歴
- ワルシャワ国際ポスタービエンナーレ銀賞、佳作賞。
- ブルノ国際グラフィックデザインビエンナーレ銅賞。
- ニューヨークADC展金賞。
- ソサエティオブイラストレーターズ国際展金賞。
- 日本グラフィック展金賞、銀賞。ジャパンパッケージコンペティション印刷工業会会長賞。
- 全国カタログ・ポスター展印刷工業会会長賞。

全国カレンダー展通商産業省生活産業局長賞、ディスプレー産業賞2003優秀賞、ほか国内外のポスター展等において多数の受賞を重ねている。

## 関連人物
- 亀倉雄策
- 田中一光
- 村上春樹